# Buzz Osborne

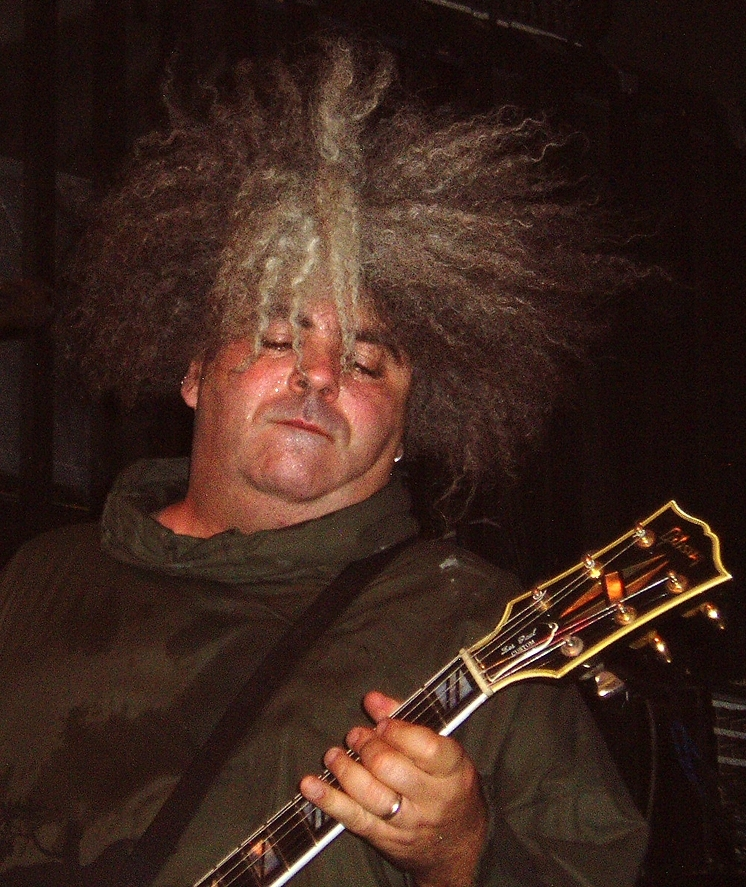
Buzz Osborne (2006)

Roger „Buzz“ Osborne (* 25. März 1964), auch als King Buzzo bekannt, ist ein US-amerikanischer Sänger, Gitarrist und Produzent.

## Leben und Wirken
Anfang der 1980er gründete er mit Matt Lukin und Mike Dillard in Montesano, Washington die Melvins. Später traf er in der lokalen Punk-Szene auf Kurt Cobain, den er nachhaltig beeinflusste. Im Jahre 1988 zog er nach San Francisco. Mittlerweile lebt er mit seiner Frau in Hollywood. In den 1990er Jahren, auf dem Höhepunkt des Grunge-Booms, wurden die im Underground verwurzelten Melvins vom Major-Label Atlantic Records unter Vertrag genommen. Dort veröffentlichten sie die Alben Houdini (1993), Stoner Witch (1994) und Stag (1996). Ende der 1990er Jahre wechselten sie zu Mike Pattons Label Ipecac Recordings. Osborne bezeichnet die in der Alternative-Szene geläufige Kritik an Major-Labels als übertrieben und lobte 2014 rückblickend die Zusammenarbeit mit Atlantic: „Niemand sagte uns, was wir zu tun hatten. Es war das genaue Gegenteil von dem, was viele Leute denken. Indie-Label sind alles in allem größere Abzocker als Majors.“
2014 veröffentlichte Osborne sein Soloalbum This Machine Kills Artists auf Ipecac Recordings. Der Titel ist eine Anspielung auf den Slogan „This Machine Kills Fascists“, den Woody Guthrie auf seine Gitarre geschrieben hatte. Obwohl Osborne sich dagegen ausspricht, Entertainer zu sozialen und politischen Themen zu befragen, äußert er sich häufig kontrovers zu letzteren und bezieht gegen einen als linksliberal empfundenen Mainstream Stellung. Im Interview mit Jörg Scheller charakterisierte er sich als „Classic Liberal“ und sagte: „Warum sollte es in Ordnung sein, dass einem die Regierung Geld aus der Tasche zieht für Angelegenheiten, mit denen man nichts zu tun hat? Nein, das ist nicht in Ordnung. Im Gegenteil: Das ist Diebstahl! Und damit einher geht unausweichlich massive Korruption.“ Osborne ist Anhänger des liberalkonservativen Ökonomen, Philosophen und Milton-Friedman-Schülers Thomas Sowell.

## Nebenprojekte
- Fantômas
- Venomous Concept
- Melvana – Bootleg 7" mit Krist Novoselic und Dave Grohl von Nirvana
- The Cows – Sorry In Pig Minor (Produzent)
- Tweaker – The Attraction to All Things Uncertain (Co-Autor und Gitarrist)